# تاترا ۱۳
تاترا ۱۳ (Tatra ۱۳) خودرویی است که در سال‌های ۱۹۲۴ تا ۱۹۳۳ ۷۶۲ producedدر موراوی و چکسلواکی تولید شده‌است. طراحی آن خودروهای موتور جلو-محور عقب بوده وزن آن در حالت طبیعی ۸۰۰ کیلوگرم (۱٬۸۰۰ پوند)  است.
موتور آن ۱۰۵۷ سی‌سی سیستم جعبه‌دندهٔ آن ۴ دنده به صورت دستی است.